# 莱昂·科兹沃夫斯基
莱昂·科兹沃夫斯基（波蘭語：Leon Kozłowski，波蘭語發音：[ˈlɛɔn kɔˈzwɔfskʲi] ⓘ，1892年6月6日—1944年5月11日），是波兰第二共和国时期的政治家、考古学家和共济会成员，他曾在1934年5月至1935年3月期间担任波兰总理。